# Алгебрично многообразие
Алгебрично многообразие е основен обект в алгебричната геометрия представляващ съвкупност (множество) от решения на полиномиални уравнения. В класическата алгебрична геометрия се разглеждат четири основни вида алгебрични многообразия: квазиафинни, афинни, квазипроективни и проективни многообразия, които се дефинират за алгебрически затворени полета.